# Pizza My Heart (restaurante)
O Pizza My Heart é uma cadeia de pizzarias na Área da Baía de São Francisco e na Costa Central. A cadeia foi fundada em 1981 em Capitola, Califórnia, por Fred Poulos e Keith Holtaway.
Em 1997, a cadeia fundiu-se com o Pizza-a-Go-Go, com sede em San Jose, Califórnia. Os novos estabelecimentos herdaram o nome Pizza My Heart. Atualmente, a empresa é propriedade de Chuck Hammers.
Atualmente, existem restaurantes em Aptos, Burlingame, Capitola (2), Cupertino, Dublin, Los Gatos, Gilroy, Monterey, Mountain View, Oakland, Palo Alto, Redwood City, San Jose (5), San Mateo, San Ramon, Santa Clara (3), Santa Cruz, Saratoga, Sunnyvale e Walnut Creek.

## Tema
O tema original da Pizza My Heart era o de uma pizzaria urbana da Costa Leste, um conceito relativamente raro na Califórnia na altura da sua criação. A imagem original foi criada por uma série de fotografias de rua eclécticas tiradas por Fred e originalmente publicadas no semanário de entretenimento de Santa Cruz “Good Times” imediatamente após a abertura da primeira loja em 19 de maio de 1981. Pouco tempo depois, a dupla foi abordada pelo cartoonista “Awest”, que propôs transformar algumas das personagens de Fred em desenhos animados e criar o que equivalia a uma banda desenhada como veículo publicitário. A campanha teve um enorme sucesso e levou à fundação da loja original de Santa Cruz no antigo Centro de Trânsito, no centro da cidade.
O tema da atual Pizza My Heart é um visual de surfista retro, inspirado nos locais originais em Capitola e Santa Cruz. As paredes estão decoradas com fotografias antigas emolduradas dos anos 30 aos anos 70, pranchas de surf vintage e objetos de recordação. Por vezes, o restaurante também passa canções e vídeos antigos de surf dos anos 60, incluindo êxitos dos Beach Boys.
Uma campanha televisiva de longa duração apresentava o surfista profissional Wingnut (Robert “Wingnut” Weaver), que interpretava uma personagem chamada Jimmy.
Camisas promocionais - Uma oferta promocional consiste em obter uma camiseta de marca e uma fatia de piza por US$ 8. Foram vendidas mais de 1 milhão de t-shirts com esta oferta.

## Cardápio
O restaurante vende pizza à fatia ou tortas inteiras. A maioria dos locais oferece crostas sem glúten ou tortas inteiras veganas. Também servem saladas, palitos de pão, asas de frango e bebidas.